# Горобец, Юрий Васильевич
Юрий Васильевич Горобец (15 марта 1932, Орджоникидзе, Северо-Кавказский край — 26 июня 2022, Москва) — советский и российский актёр театра и кино. Народный артист Российской Федерации (1993). Лауреат Государственной премии СССР (1984).

## Биография
Родился 15 марта 1932 года в городе Орджоникидзе (ныне Владикавказ). В детстве переехал с семьёй в город Ефремов, затем в город Щёкино Тульской области.
Во время учёбы в школе № 2 города Щёкино посещал городской драматический кружок, где избавился от заикания, полученного во время войны. В 1951 году, оканчивая школу, участвовал как чтец в первом Всесоюзном смотре художественной самодеятельности. Будучи призывником, получил от военкомата направление на инженерный факультет московской Военной академии бронетанковых и механизированных войск Красной Армии имени И. В. Сталина, но телеграмма о победе в заключительном туре Всесоюзного смотра художественной самодеятельности дала ему возможность поступить в ГИТИС.
В 1955 году окончил ГИТИС и по распределению отработал три года в театре им. Волкова в Ярославле.
В связи с женитьбой переехал в Одессу, где прослужил три года в Одесском русском драматическом театре.
В кино с 1959 года, снимался преимущественно в ролях второго плана.
В 1961 году по приглашению главного режиссёра Б. Равенских и директора театра Зайцева приехал работать в Москву в театр имени Пушкина.
В 1970 году, после ухода Б. Равенских из театра, перешёл в театр имени Маяковского.
С 1989 года — актёр МХАТ имени Горького.
Скончался 26 июня 2022 года. Похоронен на Троекуровском кладбище.

### Семья
- Жена — актриса Московского драматического театра им. А. С. Пушкина Тамара Лякина (род. 1939), народная артистка РСФСР
- Дочь — Елена, окончила театроведческий факультет, работает в пресс-службе МТФ им. А. П. Чехова

## Творчество

### Театр
- «Поднятая целина» по М. А. Шолохову — Давыдов
- «Мотивы» — Устин Кравцов
- «Покой нам только снится» — Максим Светличный
- «Семья Годефруа» — Доктор
- «Дни нашей жизни» — Глуховцев
- «Дон Педро» — Григорий Васильевич
- «Старомодная комедия» (Московский драматический театр имени А. С. Пушкина) — Родион Николаевич

МХАТ им. М. Горького
- «Зойкина квартира» М. А. Булгакова, режиссёр Татьяна Доронина — Гусь
- «Пророк» А. С. Пушкина, режиссёр Борис Покровский — Годунов
- «На дне» М. Горького, режиссёр Татьяна Доронина — Медведев
- «Три сестры» А. П. Чехова, режиссёр Татьяна Доронина — Чебутыкин
- «Макбет» Шекспира, режиссёр Валерий Белякович — привратник
- «Белая гвардия» М. А. Булгакова, режиссёр Татьяна Доронина — Жилин
- «Доходное место» А. Н. Островского, режиссёр Татьяна Доронина — Юсов
- «На всякого мудреца довольно простоты» А. Н. Островского, режиссёр Виктор Станицын — Крутицкий
- «Мадам Александра» Жана Ануя. Режиссёр: Татьяна Доронина — поэт
- «Зыковы» М. Горького, режиссёр А. Морозов — Хеверн
- «Без вины виноватые» А. Н. Островского, режиссёр Татьяна Доронина — Дудукин
- «Васса Железнова» М. Горького, режиссёр Борис Щедрин — Сергей Петрович
- «Красавец мужчина» А. Н. Островского, режиссёр В. Иванов — Наум Федотыч Лотохин.

### Кинематограф
- 1959 — Жажда — проводник
- 1959 — Зелёный фургон — повстанец
- 1959 — Исправленному верить — Морёный
- 1960 — Авария (реж. Леонид Пивер) — Трапс, водитель
- 1960 — Прыжок на заре — посетитель ресторана
- 1961 — Полосатый рейс — милиционер-регулировщик
- 1961 — Водил поезда машинист — капитан милиции
- 1963 — Приходите завтра… — Костя
- 1963 — Самый медленный поезд — партийный работник
- 1964 — Голубая чашка — папа
- 1964 — Выстрел в тумане — Алексей Николаевич Киселёв
- 1964 — У твоего порога — Перекалин, ефрейтор
- 1965 — Таежный десант — бригадир подрывников
- 1966 — Горькие зёрна — Павел
- 1967 — Война под крышами — комиссар
- 1969 — Свой — Иван Михайлович, прокурор города
- 1969 — Обвиняются в убийстве — Щетинин, отец погибшего Александра Щетинина, ветеран Великой Отечественной войны
- 1969 — Сыновья уходят в бой — Сергей Сергеевич Петровский, комиссар
- 1970 — Кража — Дмитрий Петрович Макаров, сотрудник театра, муж Веры Ивановны
- 1970—1972 — «Руины стреляют…» — Пантелеймон Кондратьевич Пономаренко
- 1971 — Батька — Батька, командир партизанского отряда
- 1972 — День за днём — Константин Якушев
- 1972 — За твою судьбу — Матвей
- 1973 — Старая крепость — Омелюстый
- 1974 — Ещё не вечер — Пётр, муж Инны
- 1974 — Последний день зимы
- 1974 — Время её сыновей — Павел Трофимович Гуляев, главный инженер завода
- 1975 — Следствие ведут ЗнаТоКи. Ответный удар — Медведев, работник ОБХСС
- 1976 — Спроси себя — Костров
- 1977 — Хождение по мукам — Деникин
- 1977 — Возвращение сына — Иван Петрович
- 1977 — Воскресная ночь — Манаев Виктор Семёнович
- 1977 — Хочу быть министром — Юрий Матвеевич
- 1977 — Гарантирую жизнь — Князев
- 1977 — Личное счастье — Михаил Эрастович Бабулов, директор винного завода и оптовой базы Привольска
- 1979 — Экипаж — второй пилот в экипаже Тимченко, далее-диспетчер Миша
- 1979 — Человек меняет кожу — Комаренко, старший следователь
- 1980 — Государственная граница. Мирное лето 21-го года — Ярема
- 1980 — Золотая стрела
- 1981 — Люди на болоте — Глушак
- 1982 — Дыхание грозы — Глушак
- 1982 — Попечители — Флор Федулыч
- 1982 — Бой на перекрёстке — начальник штаба
- 1984 — Преферанс по пятницам — Федоренко
- 1984 — Очень важная персона — Ракитин
- 1984 — Через все годы — Вельяминов
- 1984 — Без семьи — мистер Дрискол
- 1985 — Не ходите, девки, замуж — министр
- 1985 — Катастрофу не разрешаю
- 1986 — Лицом к лицу — Андрей Петрович
- 1986 — Размах крыльев — конструктор
- 1986 — Постарайся остаться живым — Мельников
- 1986 — К расследованию приступить — Валентин Крынкин
- 1987 — Переправа — Ефимыч
- 1987 — Везучий человек — Зайковский
- 1989 — Фанат — Антоныч
- 1989 — Вход в лабиринт — Голицын
- 1989 — Высокая кровь — хозяин
- 1989 — Чаша терпения — Николай Афанасьевич
- 1990 — Фанат 2 — Антоныч
- 1990 — Последняя осень — Черкасов
- 1992 — Без улик — Роберт, хозяин пансионата
- 1992 — Воздушные пираты — заместитель министра
- 1992 — Похитители воды — Сарафаныч
- 1992 — Чтобы выжить — секретарь ЦК
- 1993 — Крик (Азербайджан)
- 1993 — Чёрный аист — Август, председатель колхоза
- 1995 — Авантюра — Тарас Тарасович, украинский генерал КГБ
- 2005 — МУР есть МУР 1-2-3 — Евгений Евсеевич Межаков по кличке Коммерция
- 2006 — Любовь как любовь — Дед Глеб (1 серия)

## Награды
- Заслуженный артист РСФСР (29 апреля 1970 года).
- диплом V Всесоюзного кинофестиваля за лучшую мужскую роль в фильме «Батька» (Тбилиси, 1972).
- диплом IX Всесоюзного кинофестиваля за лучшую мужскую роль в фильме «Время её сыновей» (Фрунзе, 1976).
- Государственная премия СССР (1984) — за участие в фильмах «Люди на болоте» и «Дыхание грозы».
- Народный артист Российской Федерации (2 февраля 1993 года) — за большие заслуги в области театрального искусства[1].
- Орден Дружбы (22 февраля 2003 года) — за многолетнюю плодотворную деятельность в области культуры и искусства[4].
- Орден Почёта (3 декабря 2007 года) — за заслуги в развитии культуры и искусства, многолетнюю плодотворную деятельность[5].